# 無名戰士墓 (法国)
巴黎凯旋门的正下方，是1920年11月11日建造的無名戰士墓，墓是平的，地上嵌著紅色的墓誌「這裡安息的是為國犧牲的法國軍人」。據說，墓中長眠的是在第一次世界大战中犧牲的一位無名戰士，他代表著在大戰中死難的150萬法國官兵。

## 长明火
墓前有一盞明燈，每天晚上，這裡都會點起不滅的火焰。每逢節日，就有一面10多米長的法国国旗從拱門頂端直垂下來，在無名烈士墓上空招展飄揚。

## 图象

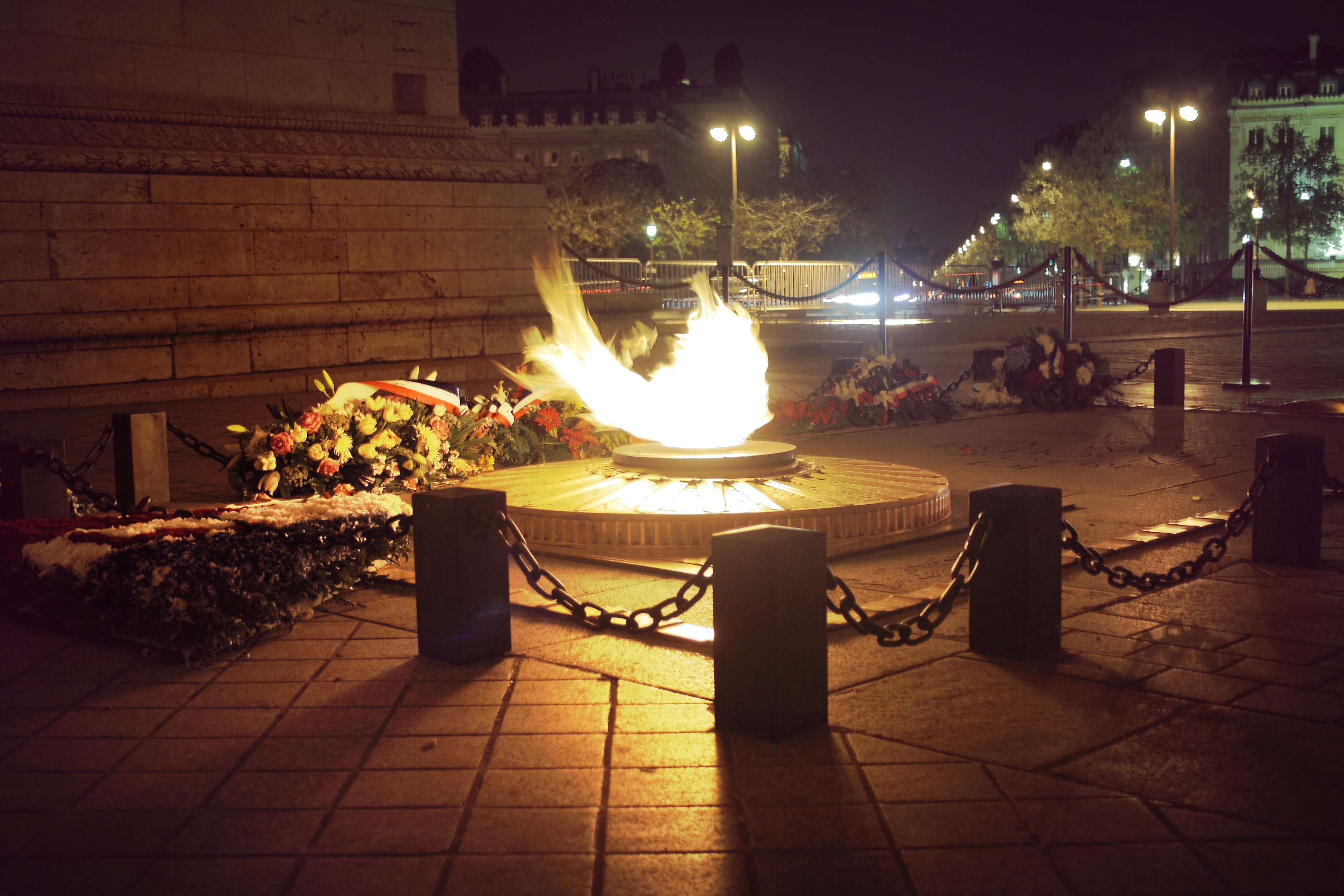
無名戰士墓的长明火
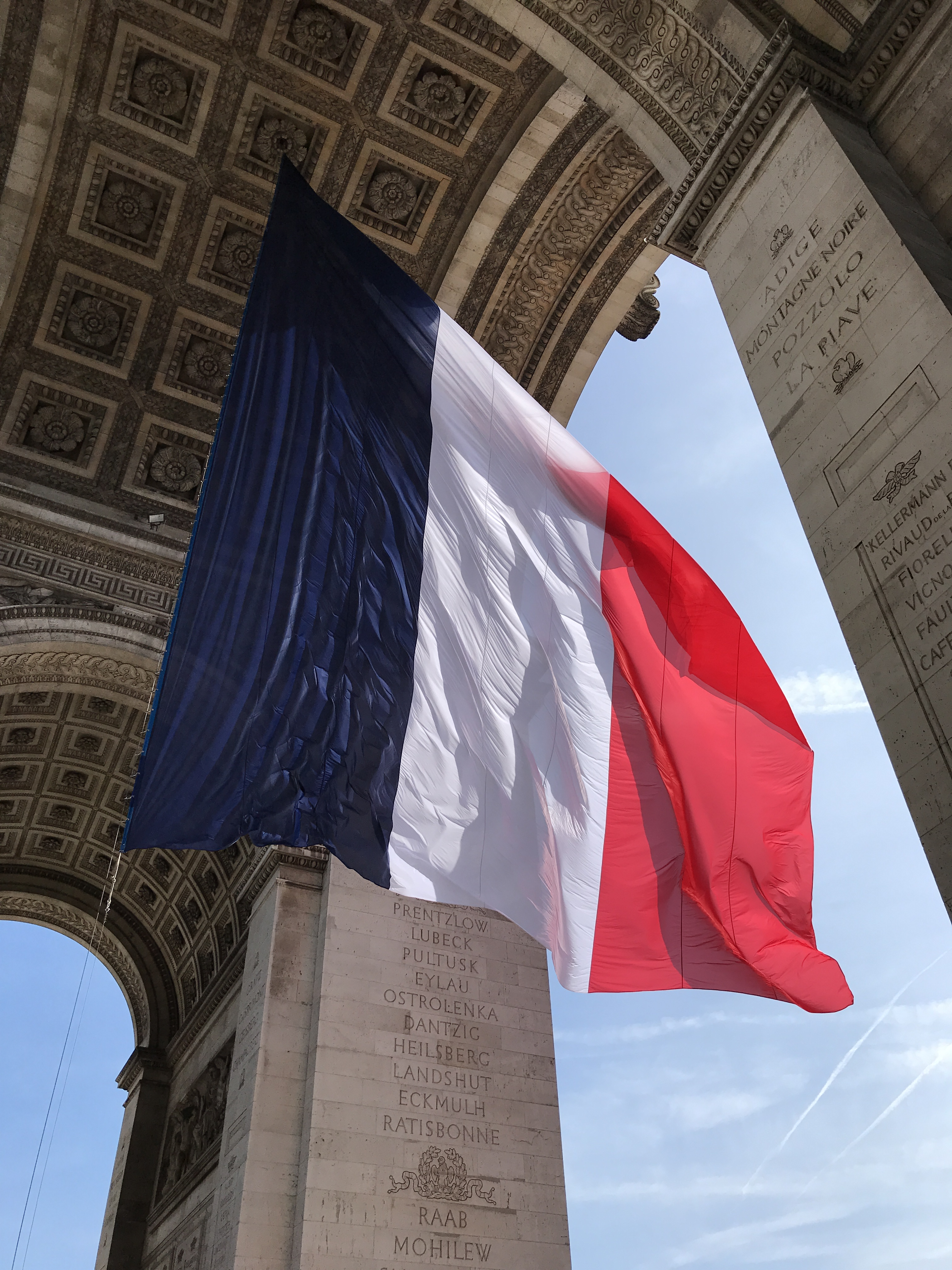
法国国旗從拱門頂端直垂下來
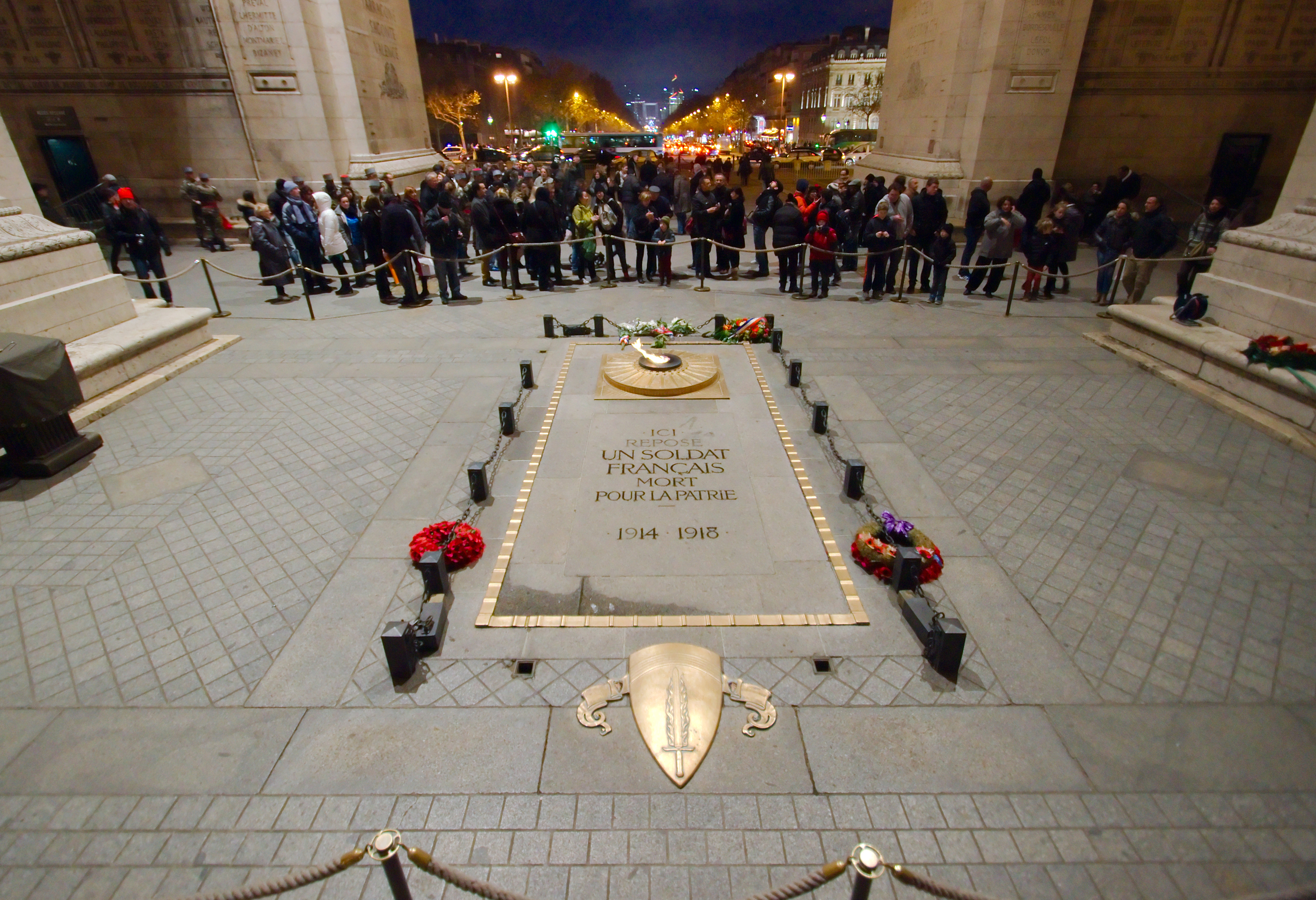
黃昏時分的無名戰士墓